# Torquay
Torquay (wym. [tɔːˈkiː]) – miasto w południowo-zachodniej Anglii, w hrabstwie ceremonialnym Devon, w dystrykcie (unitary authority) Torbay. W 2001 roku liczyło około 63 tys. mieszkańców.
Ośrodek turystyczny datujący swą popularność na początku XIX wieku dzięki korzystnemu położeniu na Półwyspie Kornwalijskim, najcieplejszej części Wysp Brytyjskich. Łagodzący wpływ Prądu Zatokowego umożliwia sprowadzanie z Australii roślin tropikalnych, co czyni z miasta namiastkę kurortów Lazurowego Wybrzeża.

## Historia
W historii Anglii Torquay zapisało się dwukrotnie. W 1689 roku w okolicach lądował Wilhelm Orański, stąd rozpoczął swój marsz po koronę. W 1890 roku w mieście urodziła się Agatha Christie. Poświęcone jej muzeum przyciąga tysiące turystów z całego świata.

## Turystyka i rekreacja
Obok walorów wypoczynkowych (przystań jachtowa, piaszczyste plaże, pola golfowe) miasto odznacza się również licznymi szkołami językowymi dla młodzieży z kontynentalnej Europy, co czyni ośrodek latem miejscem głośnym i kolorowym w odróżnieniu od większości podupadających kurortów w Wielkiej Brytanii, przegrywających rywalizację z tańszymi i atrakcyjniejszymi miejscowościami nad Morzem Śródziemnym.
Obok Torquay częścią kompleksu wypoczynkowego Torbay położonego nad zatoką Tor (Tor Bay) są Paignton i Brixham.

## Torquay w kulturze
W Torquay rozgrywa się akcja serialu Hotel Zacisze, ale żadna scena nie była tu kręcona. Akcja książki Joego Alexa Gdzie przykazań brak dziesięciu dzieje się w okolicach Torquay.

## Osoby związane z Torquay
- Agatha Christie
- Lily Cole

## Miasta partnerskie
- Hameln
- Hellevoetsluis